# Copa México 1959-1960
La Copa México 1959-1960 è stata la quarantaquattresima edizione del secondo torneo calcistico messicano e la diciassettesima nell'era professionistica del calcio messicano. È cominciata il 6 marzo e si è conclusa il 17 aprile 1960. La vittoria finale è stata del Necaxa.

## Formula
Le 14 squadre partecipanti si affrontano in turni ad eliminazione (con gare di andata e ritorno i primi tre turni, in gara unica la finale).

## Ottavi di finale
- Il Club Deportivo Celaya e il Club Deportivo Zacatepec passano il turno senza giocare.

| Squadra 1    | Totale         | Squadra 2         | Andata      | Ritorno      |
| ------------ | -------------- | ----------------- | ----------- | ------------ |
|              |                |                   | 6 mar. 1960 | 12 mar. 1960 |
| América      | 2 - 6          | Tampico           | 1 - 1       | 1 - 5        |
| Guadalajara  | 5 - 2          | León              | 2 - 1       | 3 - 1        |
| Irapuato     | 3 - 3(1-3 dcr) | Deportivo Morelia | 3 - 1       | 0 - 2dts     |
| Oro          | 2 - 3          | Atlas             | 1 - 1       | 1 - 2        |
| Toluca       | 3 - 2          | Atlante           | 1 - 1       | 2 - 1        |
| CD Zacatepec | 3 - 8          | Necaxa            | 1 - 1       | 2 - 7        |

## Quarti di finale
| Squadra 1    | Totale | Squadra 2         | Andata       | Ritorno         |
| ------------ | ------ | ----------------- | ------------ | --------------- |
|              |        |                   | 20 mar. 1960 | 26/27 mar. 1960 |
| Guadalajara  | 3 - 6  | Atlas             | 2 - 2        | 1 - 4           |
| Necaxa       | 7 - 2  | Celaya            | 5 - 1        | 2 - 1           |
| Toluca       | 2 - 0  | Deportivo Morelia | 1 - 0        | 1 - 0           |
| CD Zacatepec | 5 - 6  | Tampico           | 3 - 2        | 2 - 4(d.t.s.)   |

## Semifinali
| Squadra 1 | Totale | Squadra 2 | Andata        | Ritorno      |
| --------- | ------ | --------- | ------------- | ------------ |
|           |        |           | 2/3 apr. 1960 | 10 apr. 1960 |
| Tampico   | 6 - 3  | Atlas     | 4 - 1         | 2 - 2        |
| Toluca    | 2 - 3  | Necaxa    | 2 - 2         | 0 - 1        |

## Finale
| Città del Messico 17 aprile 1960, ore 15:00 | Necaxa | 4 – 1 | Tampico | Estadio Universitario |

### Verdetto finale
Il Necaxa vince la copa México 1959-1960.

## Coppa "Campeón de Campeones" 1960
- Partecipano le squadre vincitrici del campionato messicano: Guadalajara e della coppa del Messico: Necaxa. Il Guadalajara si aggiudica il titolo.

## Finale
| Città del Messico 24 aprile 1960, ore 15:00 | Guadalajara           | 2 – 2 (d.t.s.) (1-1) | Necaxa | Estadio Universitario |
| \| \| \| \| \| 50’, 92’ Héctor Hernández García \| Marcatori \| Guillermo Ortíz 18’ Benjamín Fal 110’ \| \| \| Tiri di rigore 10 – 9 \| \| \| Jaime Gómez Narciso López Rodríguez Pedro Nuño José Villegas Juan Jasso Francisco Flores Cordoba Isidoro Díaz Salvador Reyes Héctor Hernández García Sabás Ponce Raúl Vasquez Arellano \| Formazioni \| Jorge Morelos Benhumea Héctor Ferrari Domingo De la Mora Tomás Reynoso Jaime Salazar Benjamín Fal Alberto Nicolás Evaristo Francisco Noriega Guillermo Ortíz Alberto Baeza \| \| Árpád Fekete \| Allenatori \| Donald Ross \| |                       | |        |                       |
| |                       | |        |                       |
| 50’, 92’ Héctor Hernández García | Marcatori             | Guillermo Ortíz 18’ Benjamín Fal 110’ |        |                       |
| | Tiri di rigore 10 – 9 | |        |                       |
| Jaime Gómez Narciso López Rodríguez Pedro Nuño José Villegas Juan Jasso Francisco Flores Cordoba Isidoro Díaz Salvador Reyes Héctor Hernández García Sabás Ponce Raúl Vasquez Arellano | Formazioni            | Jorge Morelos Benhumea Héctor Ferrari Domingo De la Mora Tomás Reynoso Jaime Salazar Benjamín Fal Alberto Nicolás Evaristo Francisco Noriega Guillermo Ortíz Alberto Baeza |        |                       |
| Árpád Fekete | Allenatori            | Donald Ross |        |                       |